# Bufo pageoti
Bufo pageoti (tên tiếng Anh: Tonkin Toad) là một loài cóc thuộc họ Bufonidae. Loài này có ở Trung Quốc, Myanma, và Việt Nam. Môi trường sống tự nhiên của chúng là vùng núi ẩm nhiệt đới hoặc cận nhiệt đới, sông ngòi, và đất canh tác. Chúng hiện đang bị đe dọa vì mất nơi sống.

## Đặc điểm
Cóc có kích thước trung bình 45 mm. Toàn thân màu nâu vàng với vài nốt đen sẫm ở phần đầu nhất là một nốt đen hình chữ V ngược nằm ở khoảng giữa hai tuyến mang tai. Da ráp, sần sùi với nhiều mụn tròn nhỏ rải rác khắp trên lưng và các chi. Bụng có mầu sáng hơn lưng với nhiều lấm tấm đen kể cả dưới đùi và cánh tay. Đầu nhỏ, gờ mõm rõ, không có gờ sương trên sọ, có tuyến mang tai. Khoảng giữa hai mắt phẳng, rộng hơn mí mắt trên. Màng nhĩ rõ, bằng 3/4 đường kính mắt. Chân tay mảnh, đầu các ngón tròn, không phình thành đĩa. Hai củ dưới bàn tay và bàn chân rõ, màu vàng sáng.